# We Came as Romans
We Came as Romans – amerykański zespół melodic metalcore z Detroit, Michigan, który został utworzony w 2005 roku. Współpracuje z wytwórnią Equal Vision Record.

## Członkowie
Obecni:
- Joshua Moore – gitara prowadząca (2005-obecnie), teksty[2]
- Andy Glass – bas prowadzący, wokal wspierający (2006-obecnie)
- Eric Choi – bębny (2006-obecnie)
- Lou Cotton – gitara rytmiczna (2006-obecnie)
- Dave Stephens – screamo (2008-obecnie), wokal (2013-obecnie), gitara rytmiczna, wokal wspierający (2005-2006)

Byli:
- Jonny Nabors – gitara basowa, wokal wpierający (2005)
- Sean E. Daly – gitara basowa, wokal wpierający (2005-2006)
- Sean N. Zelda – bębny, wokal wspierający (2005-2006)
- Mark Myatt – wokal i screamo (2005-2007)
- Chris Moore – wokal, keyboard, syntezator (2007-2008)
- Larry Clark – wokal i screamo (2007-2008)
- Kyle Pavone – wokal, keyboard, syntezator (2008-2018) (zmarły)

## Dyskografia
Albumy studyjne
- 2009: To Plant a Seed

- 2011: Understanding What We've Grown to Be

- 2013: Tracking Back Roots

- 2015: We Came As Romans
- 2017: Cold Like War
- 2022: Darkbloom

EP-ki
- 2008: Dreams
- 2008: Demonstrations

Single
- „To Plant A Seed” (2009)
- „Roads That Don't End And Views That Never Cease” (2009)
- „To Move On Is To Grow" (2010)
- „Mis//Understanding” (2011)
- „Understanding What We've Grown To Be” (2011)
- „Just Keep Breathing” (2011)
- „What I Wished I Never Had” (2011)
- „A War Inside” (2011)
- „Let These Words Last Forever” (2012)
- „Fair-weather” (2013)
- „Hope” (2013)
- „Tracing Back Roots” (2013)
- „Fade Away” (2013)
- „Never Let Me Go” (2013)
- „Ghosts” (2014)
- „I Knew You Were Trouble” (Taylor Swift Cover) (2014)
- „The World I Used to Know” (2015)
- „Regenerate” (2015)